# VM Motori
VM Motori S.p.A. — итальянский производитель дизельных двигателей, принадлежащий Stellantis. Штаб-квартира и производственные мощности расположены в Ченто, Эмилия-Романья.

## История
Компания VM Motori была основана в 1947 году двумя предпринимателями — Клаудио Ванчини и Уго Мартелли.
В 1971 году компания VM Motori объединилась с Stabilimenti Meccanici Triestini, а затем Finmeccanica получила контрольный пакет акций объединенной компании. В течение многих лет компания называлась «Finmeccanica VM».
В 1989 году компания Leonardo провела рестуктуризацию, продав свою долю менеджерам компании VM Motori в рамках финансируемого выкупа.
В 1995 году компания Detroit Diesel Corporation (DDC) купила компанию VM Motori. В 2000 году пакет акций был приобретён компанией DaimlerChrysler AG.
В 2003 году компания Penske Corporation приобрела 51% акций VM Motori; в 2007 году Penske выкупила оставшиеся 49% акций у Detroit Diesel Corporation. Впоследствии General Motors выкупила 50% акций.
В сентябре 2008 года Группа ГАЗ объявила о планах приобрести 50% акций у Penske Corp, но в итоге отменила их в феврале 2009 года.
11 февраля 2011 года FPT Industrial и Penske Corporation достигли соглашения, в соответствии с которым Fiat Powertrain приобретёт пятидесятипроцентную долю корпорации Penske в VM Motori S.p.A.
28 октября 2013 года компания Fiat приобрела оставшиеся 50% акций VM Motori S.p.A., принадлежащей General Motors.